# 16 японских мучеников

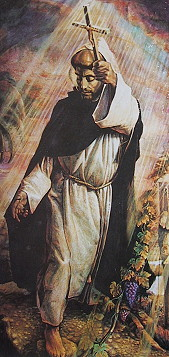
Святой Джордано Ансалоне

Шестнадцать японских мучеников (яп. 日本の殉教者) — группа святых Римско-католической церкви, пострадавших за исповедание христианства в 1630-х годах.
Римский папа Иоанн Павел II беатифицировал мучеников 18 февраля 1981 года в Маниле на Филиппинах и канонизировал их 18 октября 1987 года на площади Святого Петра в Ватикане.

## История
Христианские миссионеры прибыли с Франциском Ксаверием и иезуитами в 1540-х годах и короткое время процветали: было обращено более 100 тысяч человек, в том числе много даймё на Кюсю. Сёгунат и имперское правительство сначала поддерживали католических миссионеров, полагая, что те ослабят власть буддийских монахов и помогут развивать торговлю с Испанией и Португалией. Однако сёгунат также опасался колониализма, видя, как испанцы пришли к власти на Филиппинах после обращения населения. Вскоре миссионеры встретили сопротивление со стороны высших должностных лиц Японии. Император Огимати издал указы о запрете католицизма в 1565 и 1568 годах, но это не возымело особого эффекта. Начиная с 1587 года, когда имперский регент Тоётоми Хидэёси запретил миссионерам-иезуитам проповедовать, христианство стало восприниматься как угроза национальному единству и стало подавляться. После того, как сёгунат Токугава запретил христианство в 1620 году, публично исповедовать его перестали. Многие католики ушли в подполье, став какурэ-кириситан (яп. 隠れキリシタン, досл. «подпольные христиане»), в то время как другие погибли. Только после реставрации Мэйдзи христианство в Японии было восстановлено.
Первая группа мучеников, известная как 26 японских мучеников из Нагасаки (1597), была канонизирована Католической церковью в 1862 году Римским папой Пием IX. Он же в 1867 году беатифицировал вторую группу, известную как 205 японских мучеников (1598—1632).
Третья группа — 16 японских мучеников — была канонизирована в 1987 году римским папой Иоанном Павлом II. Мученики также известны как «Лоренсо Руис, Доминго Ибаньес де Эркисия, Иаков Кюсей Томонага и тринадцать сподвижников».

## Список мучеников

### Миссионеры
- Доминго Ибаньес де Эркисия (ок. 1589 — 14 августа 1633), испанский священник-доминиканец;
- Антонио Гонсалес (ок. 1593 — 24 сентября 1637), испанский священник-доминиканец;
- Джордано Ансалоне (1 ноября 1598 — 17 ноября 1634), итальянский священник-доминиканец;
- Лукас Алонсо Горда (18 октября 1594 — 19 октября 1633), испанский священник-доминиканец;
- Мигель де Аосараса (7 февраля 1598 — 29 сентября 1637), испанский священник-доминиканец;
- Гийом Курте (1590 — 29 сентября 1637), французский священник-доминиканец;
- Лоренсо Руис (28 ноября 1594 — 29 сентября 1637), филиппинский конверз.

### Японцы
- Иаков Кюсей Томонага (ок. 1582 — 17 августа 1633), священник-доминиканец;
- Фома Рокузэмон (1590 — 15 ноября 1634), священник-доминиканец;
- Викентий Шивозука (ок. 1576 — 29 сентября 1637), священник-доминиканец;
- Франциск Сёэмон (? — 14 августа 1633), доминиканец;
- Матфей Кохиэ (1615 — 19 октября 1633),  доминиканец;
- Марина из Омуры (? — 11 ноября 1634), доминиканская терциарка, арестована и сожжена заживо;
- Магдалена из Нагасаки (1611 — 16 октября 1634), доминиканская терциарка;
- Михаил Куробиэ (? — 17 августа 1633), катехизист;
- Лазарь из Киото (? — 29 сентября 1637), мирянин.